# فانيلورن
فانيلورن (بالإنجليزية: Fanellhorn)‏ هو أحد جبال سلسلة جبال الألب ليبونتيني ويقع في كانتون غراوبوندن في سويسرا. يحتل المرتبة رقم 168 في قائمة جبال سويسرا من حيث الارتفاع، إذ يبلغ ارتفاعه حوالي 3124 متر، بينما يبلغ ارتفاع نتوء الجبل 301 متر، هذا وقد سجل أول وصول لقمة الجبل عام 1859.